# Balaniopsis kirkii
Balaniopsis kirkii är en svampart som beskrevs av Whitton, McKenzie & K.D. Hyde 2002. Balaniopsis kirkii ingår i släktet Balaniopsis, divisionen sporsäcksvampar och riket svampar.   Inga underarter finns listade i Catalogue of Life.